# Rue Cauchy
La rue Cauchy est une voie du 15e arrondissement de Paris.

## Situation et accès
Longue de 510 mètres, elle commence quai André-Citroën et finit rue Saint-Charles.
Le quartier est desservi par la ligne 10 à la station Javel - André Citroën.
La rue longe en partie le cimetière de Grenelle.
On y trouve une station de Vélib'.

## Origine du nom

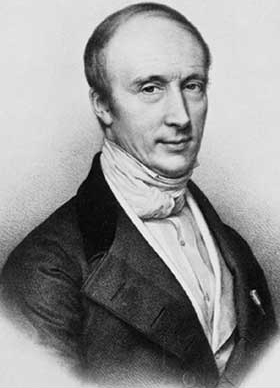
Augustin Louis Cauchy.

Le nom de la rue lui est attribué en l'honneur d'Augustin Louis Cauchy (1789-1857), mathématicien français.

## Historique
Initialement appelée « rue Saint-Paul », elle est rattachée à la voirie de Paris en 1868 sous le nom de « rue Vignon » et prend sa dénomination actuelle le 20 janvier 1881.

## Bâtiments remarquables et lieux de mémoire
- Parc André-Citroën.

- Restaurant de Cyril Lignac.

- Bureaux de la société de production de Michel Denisot[1].

- Le président de la République François Hollande, élu le 6 mai 2012, ne souhaite pas habiter à l'Élysée et continue de vivre pendant les premiers mois de son mandat dans l'appartement qu'il loue avec sa compagne de l'époque Valérie Trierweiler, au 8 rue Cauchy[2],[3],[4],[5].

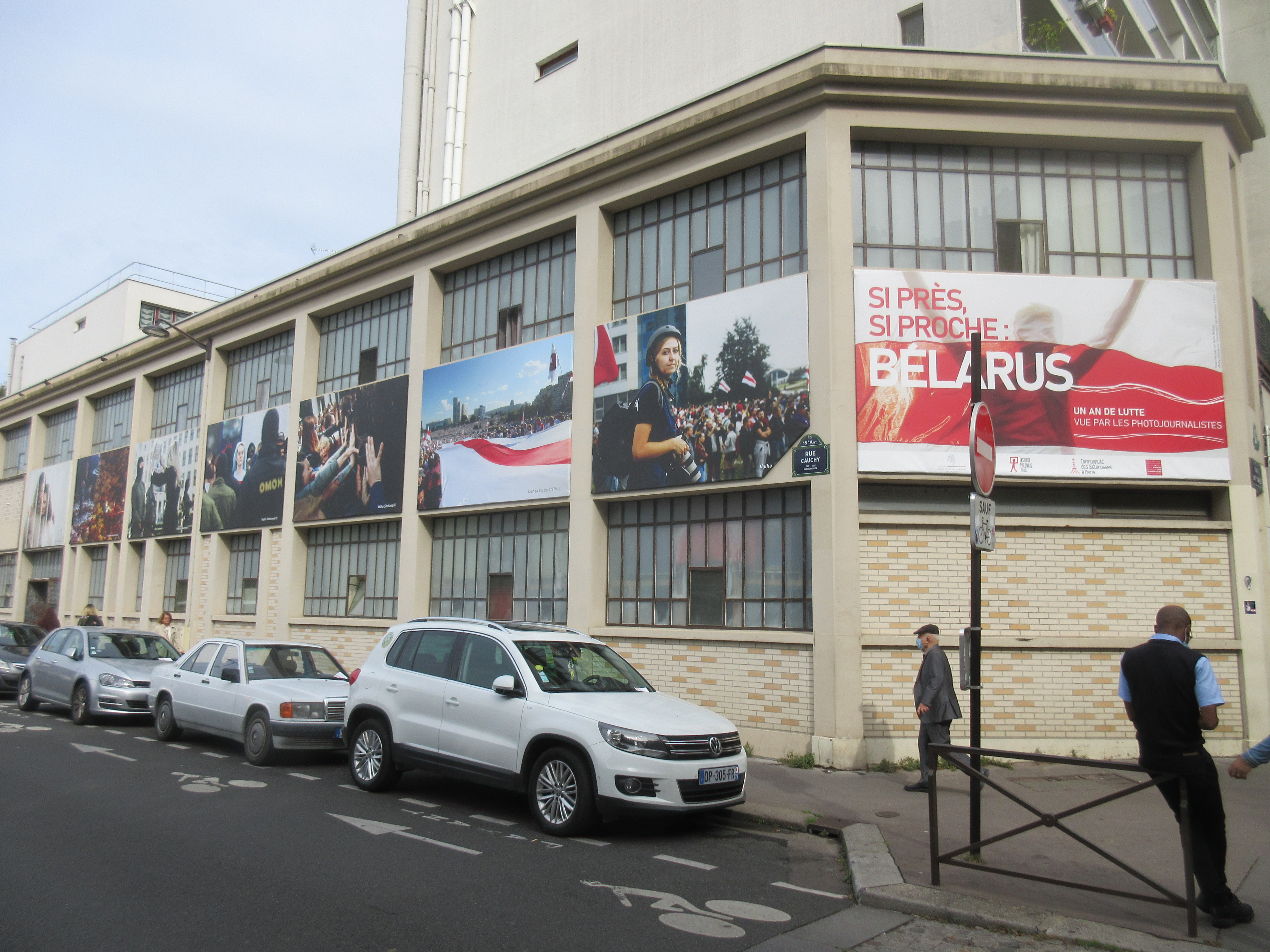
Belarus : un an de lutte vue par les photojournalistes.
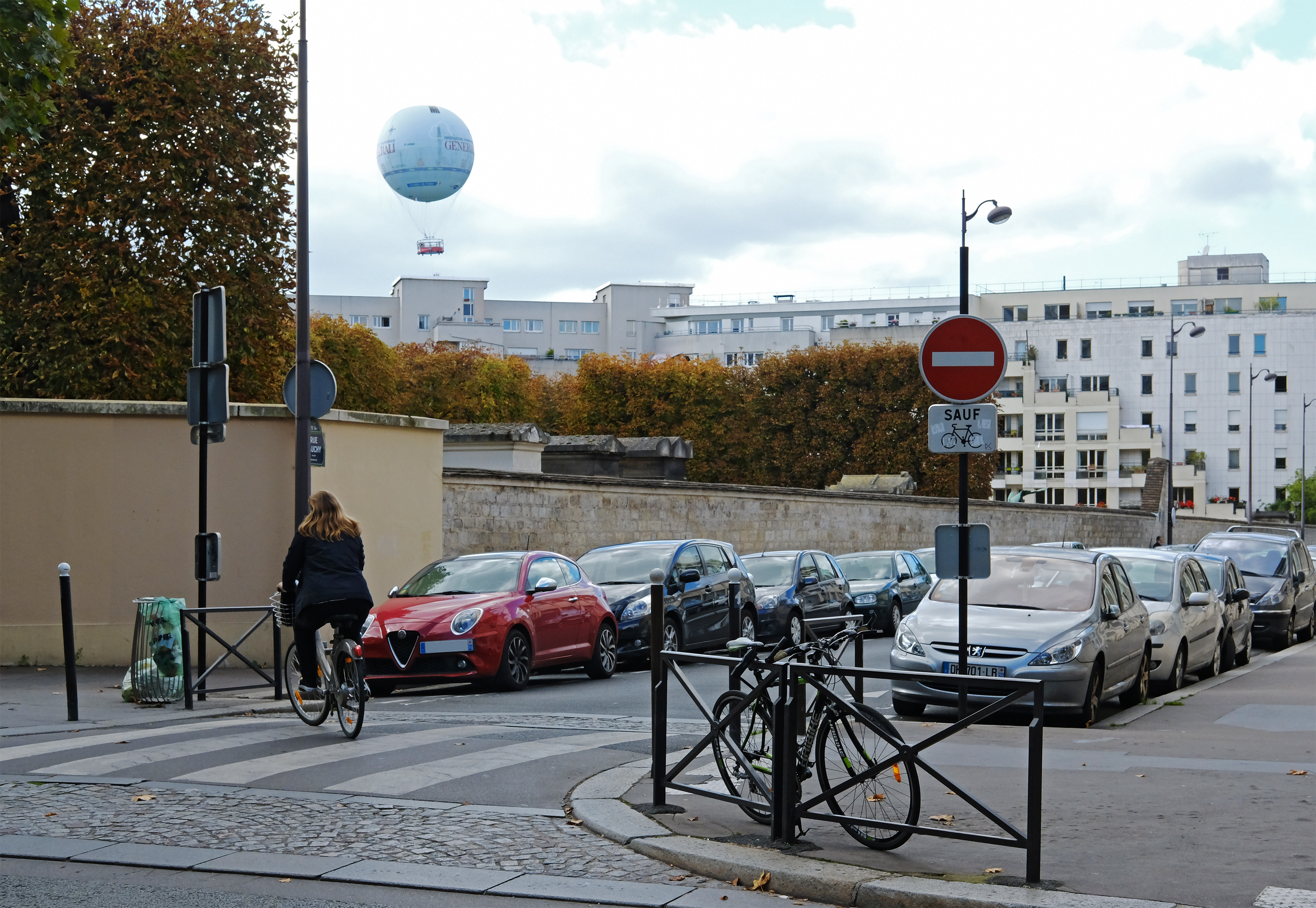
La rue longe en partie le cimetière de Grenelle.